# مارغريت كاريه
مارغريت كاريه (بالفرنسية: Marguerite Carré)‏ هي مغنية ومغنية أوبرا فرنسية، ولدت في 16 أغسطس 1880، وتوفيت في 26 نوفمبر 1947.

## وصلات خارجية
- مارغريت كاريه على موقع IMDb (الإنجليزية)
- مارغريت كاريه على موقع ميوزك برينز (الإنجليزية)
- مارغريت كاريه على موقع قاعدة بيانات الفيلم (الإنجليزية)